# Adolf Ogi
Adolf Ogi (Kandersteg, cantón de Berna, Suiza, 18 de julio de 1942) es un político suizo. Fue consejero federal de 1987 a 2000, y miembro de la Unión Democrática de Centro (UDC/SVP).

## Estudios y carrera
Luego de haber frecuentado la escuela primaria y secundaria, Adolf Ogi estudia durante tres años en la Escuela de Comercio de La Neuveville. En 1964, después de haber hecho varios estudios y cursos, entra como asistente de Elsa Roth a la Federación suiza de esquí. En 1975 es elegido presidente de la Federación. Seis años más tarde, renuncia a su puesto de presidente de la Federación para ser director general de Intersport Suiza, cargo que dejaría en 1987, una vez que fuera elegido consejero federal.
Ogi fue consejero nacional de 1979 a 1987. Durante su mandato en la cámara alta de la asamblea federal, presidió la comisión de asuntos militares de 1986 a 1987. También fue presidente del partido de la UDC de 1984 a 1988.

## Consejo Federal

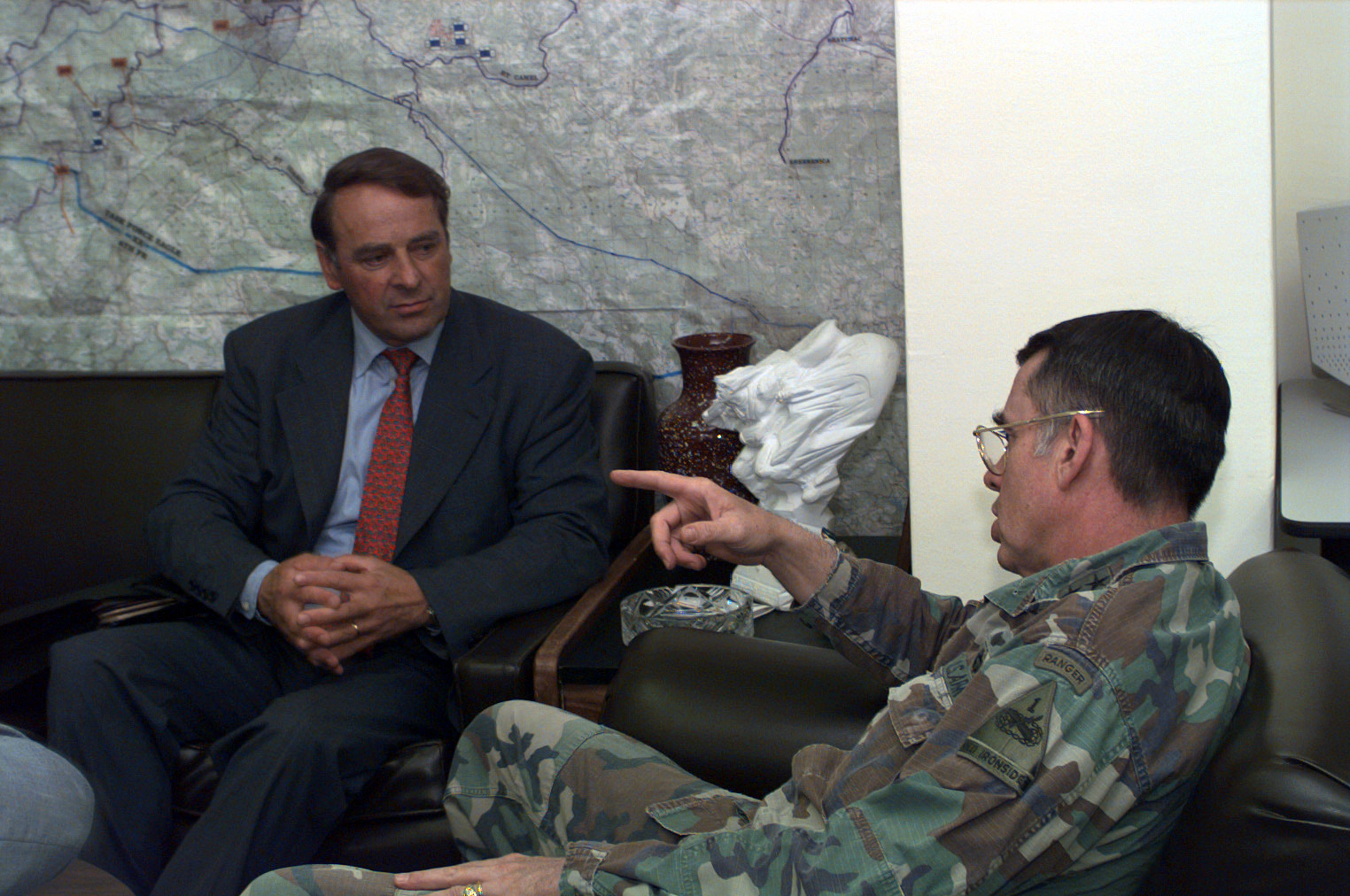
Adolf Ogi, consejero Federal, jefe del Departamento Militar Federal, Suiza, conversa con el General de División William L. Nash, comandante de la Primera División Blindada, Task Force Eagle, durante una visita a la Base Eagle ubicada en la Base Aérea de Tuzla durante la Operación Joint Endeavour.

Adolf Ogi es elegido al Consejo Federal el 9 de diciembre de 1987. El primer cargo ostentado por Adolf fue el de Jefe del Departamento Federal del Medio Ambiente, Transportes, Energía y Comunicaciones, cargo que ocuparía durante ocho años. Durante su administración, estuvo confrontado a problemas graves, como el rechazo de la política de coordinación de transportes en 1988. 
Aunque haya tenido problemas, no todo fueron problemas durante su administración. La nueva ley sobre la energía fue masivamente aceptada en 1990. Aunque la iniciativa para el abandono de la energía nuclear fue rechazada, la solución de la moratoria fue aceptada. La adopción del decreto sobre las nuevas líneas ferroviarias alpinas (NLFA) en 1992 es a destacar durante su gestión.
La aceptación de la iniciativa para la protección de los Alpes en 1994 complicó las relaciones con los países vecinos de Suiza. Gracias a una diplomacia activa fue posible lograr una solución para los camiones (pesos pesados) en el cuadro de acuerdos bilaterales con la Unión Europea.
A partir de 1995, Adolf Ogi se convierte en Jefe del Departamento Federal de la Defensa, Protección de la Población y de Deportes, antes conocido como departamento militar. 
Estableció relaciones de particular confianza con el presidente François Mitterrand, al cual invitaría a su pueblo natal. En política extranjera, dio la cuarta voz decisiva que condujo al Consejo federal a presentar una demanda de apertura de negociaciones de adhesión a la Unión Europea. Ogi encarnaba una línea política opuesta a la del consejero federal Christoph Blocher, aunque los dos eran miembros del mismo partido. 
Adolf Ogi fue presidente de la Confederación en 1993 y 2000.